# Thallarcha partita
Thallarcha partita är en fjärilsart som beskrevs av Walker 1869. Thallarcha partita ingår i släktet Thallarcha och familjen björnspinnare. Inga underarter finns listade i Catalogue of Life.

## Bildgalleri

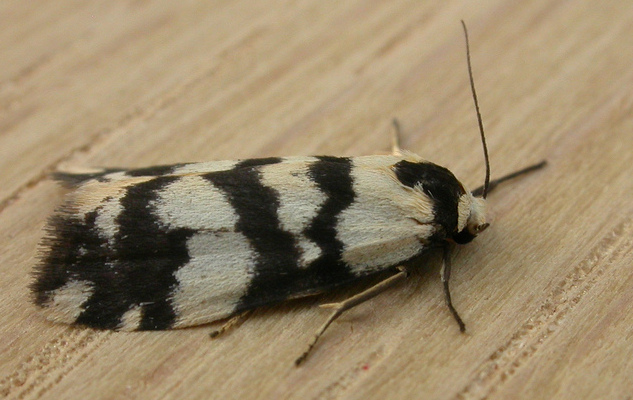